# Rojas de Cuauhtémoc
Rojas de Cuauhtémoc är en kommun i Mexiko.   Den ligger i delstaten Oaxaca, i den sydöstra delen av landet, 400 km sydost om huvudstaden Mexico City. Antalet invånare är 964. Arean är 25,5 kvadratkilometer.
Terrängen i Rojas de Cuauhtémoc är platt åt nordost, men åt sydväst är den kuperad.